# Acerentulus ochsenchausenus
Acerentulus ochsenchausenus är en urinsektsart som beskrevs av Josef Rusek 1988. Acerentulus ochsenchausenus ingår i släktet Acerentulus och familjen lönntrevfotingar. Inga underarter finns listade i Catalogue of Life.